# Heracleum taylori
Heracleum taylori är en flockblommig växtart som beskrevs av C.Norman. Heracleum taylori ingår i släktet lokor, och familjen flockblommiga växter. Inga underarter finns listade i Catalogue of Life.